# Lagny-sur-Marne
Lagny-sur-Marne és un municipi francès, situat al departament de Sena i Marne i a la regió de Illa de França. L'any 2007 tenia 20.401 habitants.
Forma part del cantó de Lagny-sur-Marne, del districte de Torcy i de la Comunitat d'aglomeració Marne i Gondoire.

## Demografia

### Població
El 2007 la població de fet de Lagny-sur-Marne era de 20.401 persones. Hi havia 8.492 famílies, de les quals 2.897 eren unipersonals (1.122 homes vivint sols i 1.775 dones vivint soles), 2.098 parelles sense fills, 2.586 parelles amb fills i 911 famílies monoparentals amb fills.
La població ha evolucionat segons el següent gràfic:
Habitants censats

### Habitatges
El 2007 hi havia 9.216 habitatges, 8.648 eren l'habitatge principal de la família, 120 eren segones residències i 448 estaven desocupats. 3.573 eren cases i 5.591 eren apartaments. Dels 8.648 habitatges principals, 4.690 estaven ocupats pels seus propietaris, 3.761 estaven llogats i ocupats pels llogaters i 197 estaven cedits a títol gratuït; 660 tenien una cambra, 1.424 en tenien dues, 2.269 en tenien tres, 2.086 en tenien quatre i 2.209 en tenien cinc o més. 5.477 habitatges disposaven pel capbaix d'una plaça de pàrquing. A 4.298 habitatges hi havia un automòbil i a 2.554 n'hi havia dos o més.

### Piràmide de població
La piràmide de població per edats i sexe el 2009 era:
| Homes | Edats   | Dones |
| ----- | ------- | ----- |
| 1     | 95 o +  | 16    |
| 29    | 90 a 94 | 78    |
| 69    | 85 a 89 | 178   |
| 87    | 80 a 84 | 164   |
| 225   | 75 a 79 | 351   |
| 231   | 70 a 74 | 345   |
| 284   | 65 a 69 | 372   |
| 377   | 60 a 64 | 452   |
| 417   | 55 a 59 | 370   |
| 724   | 50 a 54 | 694   |
| 756   | 45 a 49 | 774   |
| 695   | 40 a 44 | 776   |
| 741   | 35 a 39 | 731   |
| 722   | 30 a 34 | 724   |
| 926   | 25 a 29 | 884   |
| 706   | 20 a 24 | 727   |
| 741   | 15 a 19 | 744   |
| 541   | 10 a 14 | 657   |
| 636   | 5 a 9   | 546   |
| 615   | 0 a 4   | 447   |

## Economia
El 2007 la població en edat de treballar era de 13.818 persones, 10.575 eren actives i 3.243 eren inactives. De les 10.575 persones actives 9.783 estaven ocupades (4.898 homes i 4.885 dones) i 792 estaven aturades (452 homes i 340 dones). De les 3.243 persones inactives 861 estaven jubilades, 1.369 estaven estudiant i 1.013 estaven classificades com a «altres inactius».

### Ingressos
El 2009 a Lagny-sur-Marne hi havia 8.483 unitats fiscals que integraven 20.381 persones, la mediana anual d'ingressos fiscals per persona era de 21.683 €.

### Activitats econòmiques
Dels 1.288 establiments que hi havia el 2007, 8 eren d'empreses extractives, 15 d'empreses alimentàries, 5 d'empreses de fabricació de material elèctric, 4 d'empreses de fabricació d'elements pel transport, 73 d'empreses de fabricació d'altres productes industrials, 118 d'empreses de construcció, 281 d'empreses de comerç i reparació d'automòbils, 38 d'empreses de transport, 58 d'empreses d'hostatgeria i restauració, 29 d'empreses d'informació i comunicació, 67 d'empreses financeres, 131 d'empreses immobiliàries, 194 d'empreses de serveis, 193 d'entitats de l'administració pública i 74 d'empreses classificades com a «altres activitats de serveis».
Dels 269 establiments de servei als particulars que hi havia el 2009, 1 era una comissaria de policia, 1 oficina d'administració d'Hisenda pública, 1 oficina del servei públic d'ocupació, 1 oficina de correu, 15 oficines bancàries, 5 funeràries, 20 tallers de reparació d'automòbils i de material agrícola, 2 tallers d'inspecció tècnica de vehicles, 2 establiments de lloguer de cotxes, 6 autoescoles, 21 paletes, 17 guixaires pintors, 15 fusteries, 17 lampisteries, 12 electricistes, 10 empreses de construcció, 18 perruqueries, 3 veterinaris, 7 agències de treball temporal, 39 restaurants, 36 agències immobiliàries, 7 tintoreries i 13 salons de bellesa.
Dels 86 establiments comercials que hi havia el 2009, 1 era un hipermercat, 1 una gran superfície de material de bricolatge, 6 botiges de menys de 120 m², 11 fleques, 6 carnisseries, 1 una botiga de congelats, 8 llibreries, 21 botigues de roba, 5 botigues d'equipament de la llar, 4 sabateries, 2 botigues d'electrodomèstics, 8 botigues de mobles, 2 botigues de material esportiu, 3 drogueries, 2 perfumeries, 2 joieries i 3 floristeries.

## Equipaments sanitaris i escolars
El 2009 hi havia 2 hospitals de tractaments de curta durada, 1 hospital de tractaments de mitja durada (seguiment i rehabilitació, 1 un hospital de tractaments de llarga durada, 3 psiquiàtrics, 1 centre d'urgències, 1 maternitat, 9 farmàcies i 6 ambulàncies.
El 2009 hi havia 8 escoles maternals i 9 escoles elementals. A Lagny-sur-Marne hi havia 3 col·legis d'educació secundària i 2 liceus d'ensenyament general. Als col·legis d'educació secundària hi havia 1.952 alumnes i als liceus d'ensenyament general 1.757.
Lagny-sur-Marne disposava d'un centre de formació no universitària superior de formació sanitària.

## Poblacions més properes
El següent diagrama mostra les poblacions més properes.